# Paamayim nekudotayim
Paamayim nekudotayim (IPA: [paʔamajim nəkudotajim], hebr. podwójny dwukropek) – nazwa operatora zasięgu języka PHP oznaczanego dwoma dwukropkami, ::.

## Etymologia
Słowo nekudotayim (נקודתיים) oznacza „dwukropek”: jest to połączenie słowa nekuda (IPA: [nəkuda]), pol. „punkt, kropka” oraz przyrostka liczby podwójnej ayim (יים-). Podobnie urobione jest słowo paamayim (פעמיים) – do słowa paam (IPA: [paʔam] pol. „[jeden] raz”) dołączono ten sam przyrostek tworząc słowo oznaczające „dwa razy, dwukrotny, podwójny”.
Nazwa ta pojawiła się po raz pierwszy w Zend Engine 0.5 wykorzystanym w trzeciej wersji PHP i jest wykorzystywana do tej pory m.in. w następującym komunikacie błędów:
Parse error: syntax error, unexpected T_PAAMAYIM_NEKUDOTAYIM in...

## Przykład
Operator ten wykorzystuje się m.in. chcąc odwołać się do stałych oraz statycznych metod/pól klas:
```
  
class
 
Math
 
{

    
const
 
PI
 
=
 
3.141592653589
;

  
}

    
  
echo
 
Math
::
PI
;

```

## Sytuacje występowania
```
class
 
Db
 
{

    
public
 
static
 
function
 
add
()

    
{

        
return
 
1
;

    
}
 

}
 

echo
 
Db
::
add
();

```